# Luis Urbano Lanaspa
Luis Urbano Lanaspa, O.P., (Zaragoza, 3 de junio de 1882 - Valencia, 21 de agosto de 1936) fue un sacerdote, fraile dominico, filósofo, teólogo, físico y predicador español. Fue una destacada personalidad de la cultura de la primera mitad del siglo XX, siendo académico de la Real Sociedad Española de Física y Química y de la Real Sociedad Matemática Española. Murió mártir casi al comienzo de la Guerra Civil Española, siendo beatificado por el Papa Juan Pablo II en 2001. 

## Biografía
Nació en Zaragoza en 1882. Cursó estudios de Humanidades en el Colegio que los escolapios tenían en Zaragoza. Ingresó en la Orden de Predicadores en el Convento de Padrón (La Coruña), haciendo la profesión solemne el 30 de octubre de 1899. Estudió Filosofía en el Convento de Corias y Teología en el Convento de San Esteban de Salamanca, donde obtuvo el título de Lector (el doctorado en la Orden de Predicadores) en Sagrada Teología. Inició sus estudios de Física en la Universidad de Salamanca, continuándolos en la Universidad de Madrid, donde obtuvo el doctorado en Ciencias Físicas. Fue ordenado sacerdote el 22 de septiembre de 1906.
En 1912 es enviado al Convento de Valencia, donde empieza a destacar como orador sagrado. Entre 1923 y 1924 se embarcó en un viaje por algunas repúblicas hispanoamericanas con el cardenal Juan Bautista Benlloch y Vivó, legado papal y representante del gobierno español. Fundó dos revistas: Rosas y Espinas (revista católica de literatura y arte) y Contemporánea. Fue también fundador del Colegio Universitario San Vicente Ferrer, del Colegio- Asilo de San Joaquín, de la Policlínica de San Vicente Ferrer y de la Biblioteca de Tomistas Españoles. 
En 1925 fue nombrado predicador general de su Orden y poco después se le concedió el título de Maestro en Sagrada Teología, el más alto título académico que concede la Orden de Predicadores. A la vez que era profesor en el Studium generale de los dominicos de Valencia fue nombrado miembro del claustro de doctores del Seminario diocesano y examinador del arzobispado.

### Martirio
Dos días después de estallar la Guerra Civil abandona el convento y se refugia en casa de unos amigos. El día 23 se produce el primer aviso e intento de detención. Finalmente fue detenido el 21 de agosto y fusilado ese mismo día. Fue martirizado en el contexto de la persecución religiosa durante la guerra civil española. El P. Urbano fue, en palabras de su hermano de hábito Fr. Santiago Ramírez, O.P., "mártir de Dios y de la Patria".
Fue beatificado el 11 de marzo de 2001 por el Papa Juan Pablo II junto a otros 232 mártires. Sus restos mortales se encuentran en la Basílica de San Vicente Ferrer de Valencia.
Fue uno de los dominicos españoles -nacidos en la segunda mitad del siglo XIX o a principios del siglo XX- a los que sus superiores en la Orden destinaron a realizar estudios en el campo de las Ciencias naturales, junto con Aniceto Fernández Alonso, O.P., Juan González Arintero, O.P., y Pedro Nolasco de Medio, O.P., en el campo de la Física, y Manuel Barbado Viejo, O.P., en el campo de la Psicología experimental. El cardenal Ceferino González, O.P., también había realizado incursiones en el campo de las Ciencias naturales.   

## Distinciones y reconocimientos
- Miembro de honor de la Societé Thomiste de París.
- Miembro de la Real Sociedad Española de Física y Química.
- Membro de la Real Sociedad Matemática Española.
- Miembro de la Asociación Española para el Progreso de las Ciencias.
- Maestro en Sagrada Teología, el más alto título académico que concede la Orden de Predicadores.

## Obras

### Libros
- Los prodigios de Limpias a la luz de la teología y de la ciencia: estudio crítico (Barcelona, 1920).
- Einstein y Santo Tomás. Estudio crítico de las teorías relativistas (Valencia, 1927).
- La emoción y las pasiones (Madrid, 1936).
- Las analogías predilectas de Santa Teresa de Jesús. Estudio crítico (Valencia, s. f.).

### Artículos
- "La prueba del movimiento y la existencia de Dios", en: La Ciencia Tomista 15 (1917) 79-100.
- "Los prodigios de Limpias a la luz de la Teología y de la Ciencia", en: La Ciencia Tomista 20 (1919) 158-171, 301-317.
- "Los prodigios de Limpias a la luz de la Teología y de la Ciencia", en: La Ciencia Tomista 21 (1920) 41-52.
- "Las analogías predilectas de Santa Teresa de Jesús", en: La Ciencia Tomista 27 (1923) 52-71.
- "Las analogías predilectas de Santa Teresa de Jesús", en: La Ciencia Tomista 28 (1923) 364-383.
- "Las analogías predilectas de Santa Teresa de Jesús", en: La Ciencia Tomista 29 (1924) 350-370.
- "Einstein y Santo Tomás", en: La Ciencia Tomista 32 (1925) 321-344.
- "Einstein y Santo Tomás", en: La Ciencia Tomista 33 (1926) 413-433.
- "Einstein y Santo Tomás", en: La Ciencia Tomista 34 (1926) 50-87.
- "La Sociedad de Naciones y los principios tomistas del Maestro Fray Francisco de Vitoria", en: La Ciencia Tomista 39 (1929) 37-59, 348-369.

### Boletines
- "Boletín de Cosmología", en: La Ciencia Tomista 4 (1912), 7 (1913), 11 (1915), 25 (1922), 41 (1930).
- "Boletín de Teodicea", en: La Ciencia Tomista 13 (1916).
- "Boletín de Filosofía de las Ciencias Físicas", en: La Ciencia Tomista 40 (1929).